# Старопесчаный
Старопесчаный — хутор в Орловском районе Ростовской области, в составе Красноармейского сельского поселения.

## География
Хутор расположен на реке Большая Куберле в 11 км юго-восточнее посёлка Красноармейский.
На хуторе имеется одна улица — Песчаная.

## История
Согласно первой Всесоюзной переписи населения 1926 года население хутора составило 411 человек, из них украинцы — 386. На момент переписи хутор входил в состав Куберлеевского сельсовета Пролетарского района Сальского округа Северо-Кавказского края.

## Население
Динамика численности населения
| 1926 | 2002 |
| ---- | ---- |
| 411  | 31   |

| 2010 |
| ---- |
| 35   |

### Известные люди
В хуторе родился Репченко, Михаил Васильевич — Герой Советского Союза.